# NGC 989
NGC 989 је лентикуларна галаксија у сазвежђу Кит која се налази на NGC листи објеката дубоког неба.
Деклинација објекта је - 16° 30' 41" а ректасцензија 2h 33m 46,0s. Привидна величина (магнитуда) објекта NGC 989 износи 14,1 а фотографска магнитуда 15,1. NGC 989 је још познат и под ознакама MCG -3-7-34, NPM1G -16.0099, PGC 9762.